# Harvard College
Harvard College es el centro docente de pregrado de la Universidad Harvard, una universidad estadounidense de investigación de la Ivy League en Cambridge, Massachusetts. Forma parte de la Facultad de Artes y Ciencias de Harvard, una de las doce facultades de la universidad.
Fundada en 1636, Harvard College es el centro docente original de la Universidad Harvard, la institución de educación superior más antigua de los Estados Unidos y una de las más prestigiosas del mundo.
Como parte de la Facultad de Artes y Ciencias de Harvard, Harvard College tiene el programa de pregrado tradicional de la Universidad de Harvard, que oferta títulos de bachiller universitario en letras (AB) y de bachiller universitario en ciencias (SB). Es altamente selectivo, con menos del cinco por ciento de los solicitantes a los que se les ofreció la admisión en años recientes. Los estudiantes del Harvard College participan en más de 450 organizaciones extracurriculares y casi todos viven en el campus de estudiantes de primer año o cerca de Harvard Yard y estudiantes de clases superiores en 'casas' orientadas a la comunidad.
La universidad ha producido muchos distinguidos exalumnos, incluidos políticos de alto rango, académicos de renombre y líderes empresariales.

## Historia

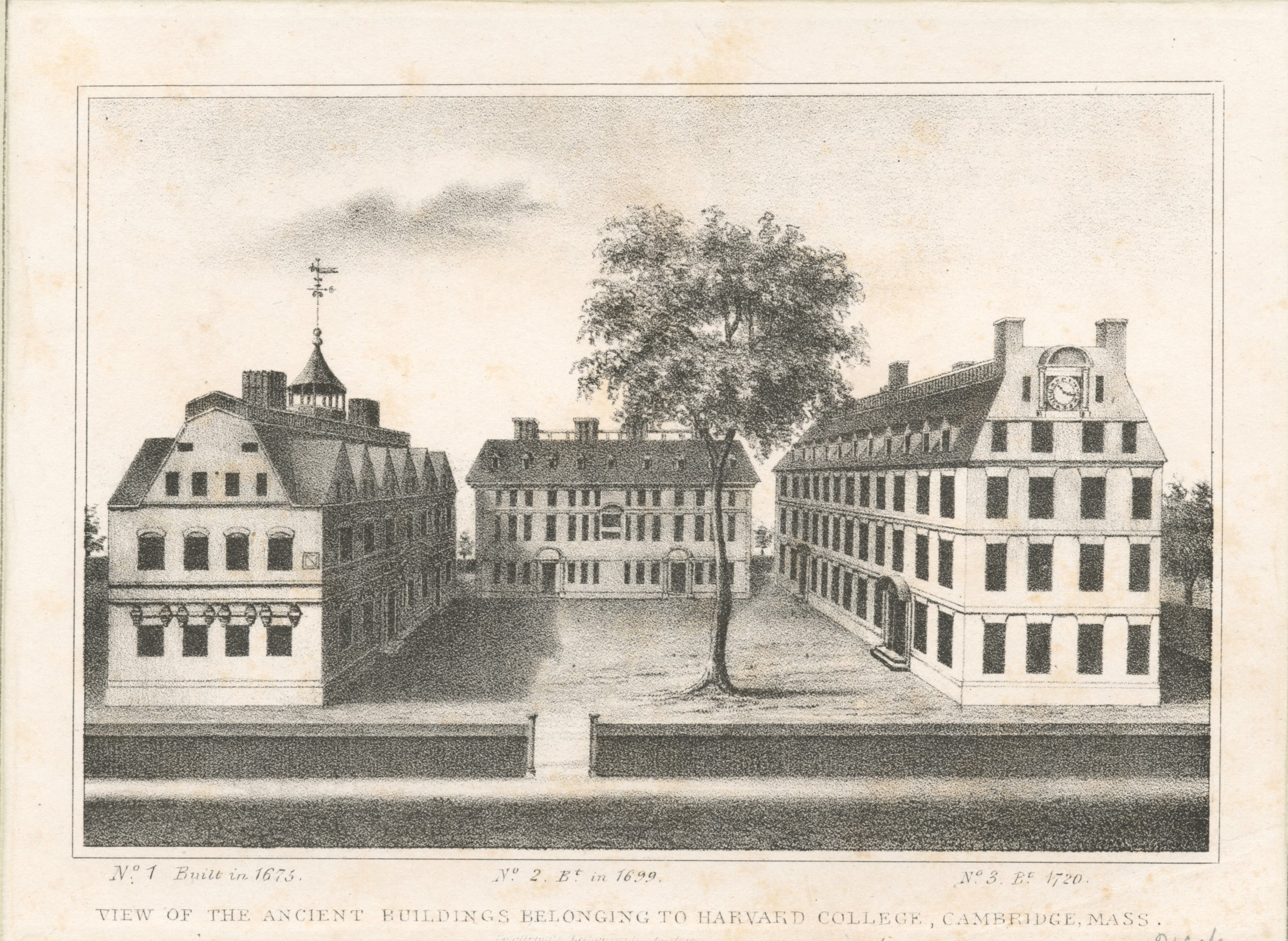
Harvard College en tiempos coloniales.

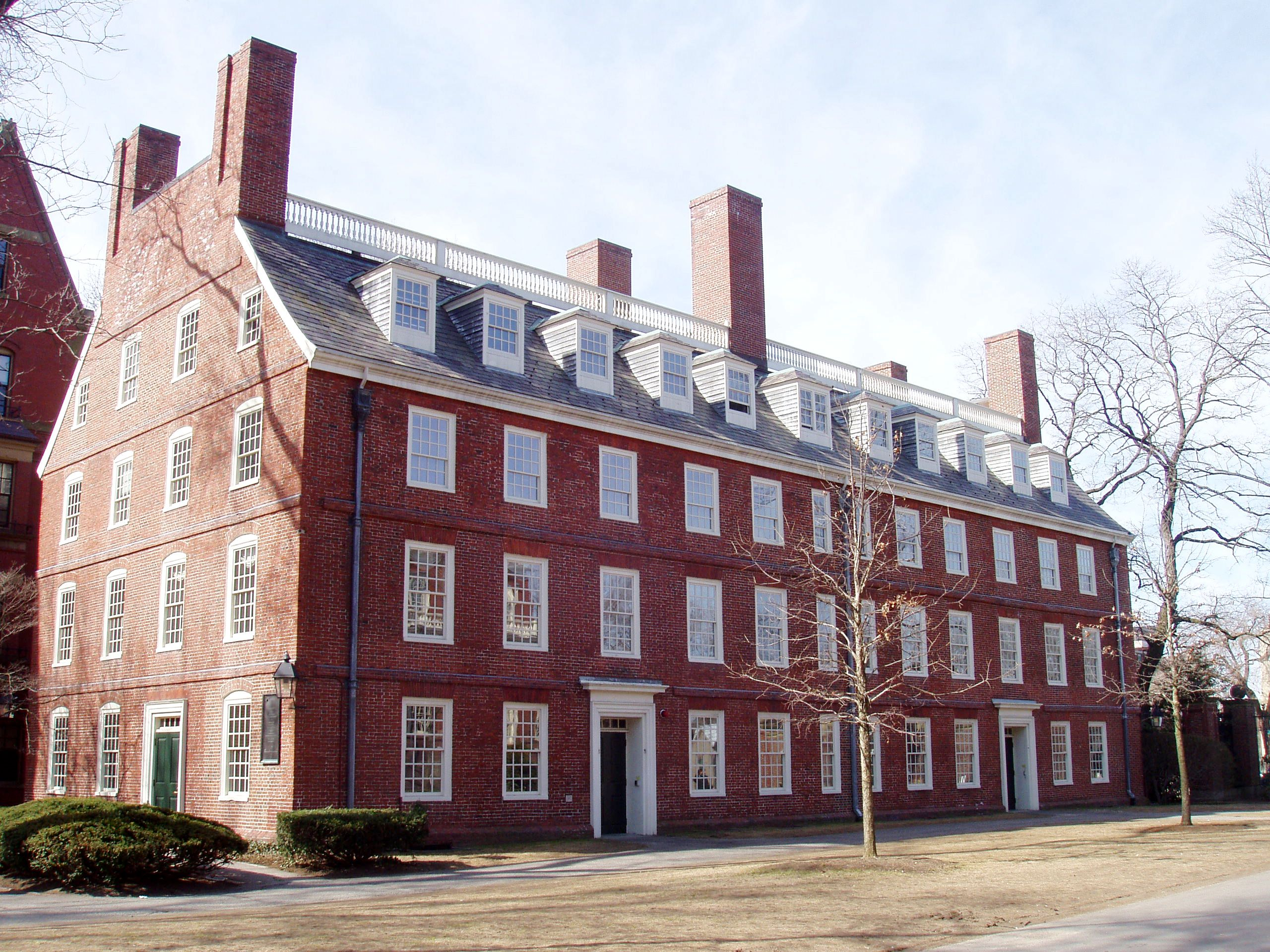
El Massachusetts Hall (1720) es el edificio más antiguo del campus de Harvard.

La escuela nació en 1636 por votación del Gran Tribunal General de la Colonia de la Bahía de Massachusetts, todavía sin un solo edificio, profesor o estudiante. En 1638, el college se convirtió en el lugar de la primera imprenta conocida de América del Norte, que había sido transportada por el barco John of London. Tres años más tarde, el college pasó a llamarse así, en honor del fallecido ministro de Charlestown, el clérigo John Harvard (1607-1638), que había legado a la escuela toda su biblioteca y la mitad de su patrimonio monetario.
El primer profesor de Harvard fue el maestro de escuela Nathaniel Eaton (1610-1674), que en 1639, también se convirtió en el primer profesor en ser despedido por una disciplina demasiado estricta. Los primeros estudiantes de la escuela se graduaron en 1642. 
Las universidades de Oxford y Cambridge de Inglaterra son comunidades dentro de una universidad más grande, cada una de las cuales es una asociación de académicos que comparten alojamiento y comida. Es posible que los fundadores de Harvard la hubiesen imaginado como la primera de una serie de colleges hermanos al estilo del modelo inglés que eventualmente constituirían una universidad, aunque no se llegaron a materializar más colleges en la época colonial. El Harvard Indian College estuvo activo desde 1640 hasta 1693, pero fue una adición menor que no operaba en federación con Harvard, según el modelo inglés.
Actualmente, el Harvard College es responsable de las admisiones de pregrado, asesoramiento, vivienda, vida estudiantil y atletismo; generalmente todos los asuntos de pregrado excepto la enseñanza, que es competencia de la Facultad de Artes y Ciencias de Harvard. El órgano conocido como President and Fellows of Harvard College conserva su nombre tradicional a pesar de tener el gobierno de toda la Universidad. El Radcliffe College, establecido en 1879, originalmente pagaba a profesores de Harvard para que repitieran sus clases para las mujeres. Desde la década de 1970, Harvard ha sido responsable de las materias de pregrado para mujeres, aunque los diplomas de Harvard para las mujeres eran refrendadas por el presidente del Radcliffe hasta la fusión final en 1999.

## Alumnos notables
| Athletics (Atletismo) Craig Adams Matt Birk Ryan Fitzpatrick Bobby Jones Jeremy Lin Dominic Moore Christopher Nowinski Paul Wylie Biology (Biología) John Tyler Bonner Jared Diamond Eric Kandel George Minot Gregg L. Semenza Harold M. Weintraub Business (Empresariales) Steve Ballmer Lloyd Blankfein Jim Cramer Bill Gates (no se graduó) Kenneth C. Griffin Trip Hawkins William Randolph Hearst (no se graduó) Sumner Redstone Sheryl Sandberg Eduardo Saverin Mark Zuckerberg (no se graduó) Chemistry (Química) Martin Chalfie Walter Gilbert Martin Karplus William Standish Knowles Charles Sanders Peirce Theodore William Richards William Howard Stein James B. Sumner Roger Y. Tsien Economics (Economía) Ben Bernanke Martin Feldstein Jason Furman Michael Kremer Steven Levitt Merton Miller Christopher A. Sims Robert Solow James Tobin Jeffrey Sachs Journalism (Periodismo) Ross Douthat Nicholas Kristof Anthony Lewis Walter Lippmann David E. Sanger Chris Wallace Kristen Welker Matthew Yglesias | Law (Derecho) Harry Blackmun Oliver Wendell Holmes Jr. John Roberts David Souter Literature (Literatura) James Agee William S. Burroughs Michael Crichton E. E. Cummings John Dos Passos T. S. Eliot Amanda Gorman Norman Mailer Maxwell Perkins Erich Segal Wallace Stevens John Updike Mathematics (Matemáticas) Manjul Bhargava Buddy Fletcher David Mumford Daniel Quillen Performing arts (Artes escénicas) Darren Aronofsky Paris Barclay Leonard Bernstein Andy Borowitz Amy Brenneman Carter Burwell Nestor Carbonell Rivers Cuomo Matt Damon (no se graduó) Fred Gwynne Rashida Jones Tommy Lee Jones Colin Jost Tom Lehrer Jack Lemmon Ryan Leslie John Lithgow Donal Logue Yo-Yo Ma Terrence Malick Tom Morello Dean Norris Conan O'Brien Natalie Portman Joshua Redman Meredith Salenger Elisabeth Shue Whit Stillman Mira Sorvino James Toback Philosophy (Filosofía) Donald Davidson Daniel Dennett Ralph Waldo Emerson William James (no se graduó) Thomas Kuhn George Santayana Henry David Thoreau Cornel West | Physics (Física) Philip W. Anderson Percy Williams Bridgman Roy J. Glauber Theodore Hall David Morris Lee J. Robert Oppenheimer Saul Perlmutter Neil deGrasse Tyson Kenneth G. Wilson Politics (Política) John Adams John Quincy Adams Samuel Adams Charlie Baker Benazir Bhutto Richard Blumenthal Pete Buttigieg Pedro Albizu Campos Tom Cotton Shaun Donovan George Downing Al Franken Rahul Gandhi (no se graduó) Elbridge Gerry Al Gore John Hancock Ted Kennedy John F. Kennedy Robert F. Kennedy Henry Kissinger Phil Murphy Masako Owada Deval Patrick Gina Raimondo Tom Ridge Jay Rockefeller Franklin D. Roosevelt Theodore Roosevelt Ben Sasse Chuck Schumer Pat Toomey Religion (Religión) Aga Khan IV Cotton Mather Increase Mather Theodore Parker Samuel Parris Miscellaneous (Varios) Buckminster Fuller (no se graduó) Philip Johnson Ted Kaczynski Arthur M. Schlesinger Jr. Stephanie Wilson |